# Decodon grandisquamis
Decodon grandisquamis (Smith, 1968) è un pesce di acqua salata appartenente alla famiglia Labridae.

## Distribuzione e habitat
Vive nelle acque al largo del Mozambico, nell'oceano Indiano. È una specie che nuota fino a 200 m di profondità ed è demersale.

## Descrizione
Presenta un corpo compresso lateralmente, abbastanza allungato e con la testa dal profilo decisamente appuntito. Come D. pacificus, presenta occhi molto grandi e rotondi. Le pinne sono abbastanza ampie; la pinna caudale ha il margine quasi dritto, mentre la pinna dorsale e la pinna anale sono abbastanza alte. La lunghezza massima registrata è di 18,5 cm.

## Biologia
Sconosciuta.

## Conservazione
Per questa specie non sono noti pericoli che potrebbero rappresentare reali minacce, anche perché è ancora assai poco conosciuta; quindi la lista rossa IUCN la classifica come "dati insufficienti" (DD).